# Jan Micewski
Jan Micewski (? 1814 – 1. srpna 1868) byl rakouský právník a politik polské národnosti z Haliče, během revolučního roku 1848 poslanec Říšského sněmu.

## Biografie
Roku 1849 se uvádí jako Dr. Johann von Micewsky, doktor práv ve Lvově.
Během revolučního roku 1848 se zapojil do veřejného dění. Ve volbách roku 1848 byl zvolen i na ústavodárný Říšský sněm. Zastupoval volební obvod Drohobyč. Tehdy se uváděl coby hospodář. Náležel ke sněmovní levici.